# Cueva de Melidoni
La cueva de Melidoni (en griego, Σπήλαιο Mελιδoνίoυ) o Gerontospilios (en griego, Γεροντόσπηλιος) es una gruta ubicada en la ladera meridional del monte Kulukonas, a unos 2 km de distancia del pueblo de Melidoni, en la Unidad periférica de Rétino de la isla de Creta (Grecia).
Consta de dos salas principales con abundantes estalactitas y estalagmitas.
La tradición indica que este era el lugar donde vivía el mítico Talos, un gigante de bronce que vigilaba la isla de Creta.
En la cueva se han realizado hallazgos como restos óseos y herramientas que indican que fue un lugar que se utilizó como residencia en el periodo Neolítico. Además, se han hallado hachas de bronce, estatuillas y lámparas que muestran que fue un lugar de culto durante todos los periodos de la civilización minoica y posteriormente en los siglos III, IV y VII a. C. También se han hallado inscripciones del periodo romano que asocian el lugar con el culto a Hermes.
Entre 1823 y 1824, durante la guerra de independencia de Grecia, fue escenario de una tragedia cuando se refugiaron en la cueva unos 370 habitantes del lugar junto a 20 o 30 soldados griegos. El ejército del Imperio Otomano, dirigido por Hussein Pasha, trató de que los refugiados abandonaran la cueva pacíficamente y se rindieran pero estos se negaron. Tras varios meses de asedio, los otomanos arrojaron en la cueva materiales inflamables y los refugiados murieron asfixiados. En homenaje a los fallecidos, se construyó una tumba monumental en el interior de la cueva y una iglesia junto a la entrada.
La cueva fue excavada inicialmente por la Escuela Arqueológica Italiana en 1923, posteriormente el arqueólogo francés Paul Faure hizo algunos hallazgos en la cueva en 1954 y a partir de 1987 el Servicio Arqueológico griego realizó nuevas excavaciones bajo la dirección de Irene Gavrilaki.